# 显示技术的比较
以下是各种显示技术之间不同特性的比较。

## 一般特性
不同的顯示技術的一般特性差別非常大，導致對動作、閃爍等等需求的差異。
本圖顯示一幅不一樣的技術如何呈現單一黑灰影格的插圖。時間與明暗度不計。注意的是某些技術有固定的明暗度，而發光期間是變動的。這是一種脈波寬度調變。其他的可能實際明暗度變動以對應輸入訊號。
DLP 利用一種「色彩複合」，在此每種顏色連續地呈現。明暗度不同於調變每個像素「開」的時間在一種顏色顯示內的時間間距。
LCD 有一個恆定的（背光）影像，在此明暗度取決於阻攔發光通過面板的程度。
CRT 利用電子束，掃描顯示屏，閃爍點亮的影像。如果採用隔行掃描，一個單一全畫面影像會導致兩次「閃爍」。
等離子顯示屏對每個子像素相變「開」的時間，相似與DLP 。
電影院使用機械快門「閃爍」同樣影格2或3次，增加閃爍頻率使它較不易為人眼認出馬腳。